# Łapownictwo
Łapownictwo – w prawie polskim przestępstwo polegające na wręczaniu, braniu lub żądaniu korzyści majątkowej lub osobistej (łapówki).
Łapownictwo klasyfikuje się na:
- łapownictwo bierne (sprzedajność) – polega na przyjmowaniu przez osobę pełniącą funkcję publiczną korzyści majątkowych, osobistych lub ich obietnic. W Polsce to przestępstwo jest zagrożone karą pozbawienia wolności od 6 miesięcy do lat 8.
- łapownictwo czynne (przekupstwo) – polega na udzieleniu osobie będącej funkcjonariuszem publicznym korzyści majątkowej, osobistej lub jej obietnicy. W Polsce to przestępstwo jest zagrożone karą pozbawienia wolności od 6 miesięcy do lat 8.

Polskie prawo karze surowiej za takie formy łapownictwa jak:
1. dawanie lub branie łapówki przez osobę pełniącą funkcję związaną ze szczególną odpowiedzialnością,
2. otrzymanie korzyści majątkowej wielkich rozmiarów,
3. żądanie łapówki.

Podstawę prawną stanowią art. 228 i 229 Kodeksu karnego.
W razie skazania za łapownictwo można orzec pozbawienie praw publicznych. Wobec osoby pełniącej funkcję publiczną w razie skazania za łapownictwo bierne orzeka się zakaz zajmowania stanowiska lub wykonywania zawodu lub pracy w organach i instytucjach państwowych i samorządu terytorialnego, a także w spółkach prawa handlowego, w których Skarb Państwa lub jednostka samorządu terytorialnego posiadają bezpośrednio lub pośrednio przez inne podmioty co najmniej 10% akcji lub udziałów (wobec innych osób w przypadku łapownictwa czynnego zakaz jest fakultatywny).